# اکبر خوش‌کوش
اکبر خوش‌کوشک (زاده ۱۳۳۶ تهران) یکی از عناصر امنیتی نظام جمهوری اسلامی ایران است. به‌گزارش روزنامهٔ آزاد، وی یکی از ۲۷ نفری بود که پس از اقرار وزارت اطلاعات مبنی بر اینکه «گروهی فاسد» در بدنهٔ این وزارت اقدام به کشتن ۵ نفر در سال ۱۳۷۷ کرده‌اند، دستگیر شد. او در آن زمان ریاست گروه ضربت وزارت اطلاعات را بر عهده داشت. اکبر خوش‌کوشک به قتل‌های مخالفان سیاسی مرتبط بود. او از متهمان قتل فریدون فرخزاد بود.

## زندگی
اکبر خوش کوش در سال ۱۳۳۶ در جوادیه متولد شد. او پس از انقلاب به نهاد کمیته انقلاب اسلامی رفت و از اعضای گروه ضربت کمیته منطقه ۱۲ تهران بود. او در اصل رابطی بود میان دادگاه انقلاب و آن کمیته. ریاست کمیته منطقه دوازده را اسماعیل افتخاری از اراذل و اوباش محله جمشیدیه بود. آنها با یورش به مراکز عمومی مثل فروشگاه‌ها اقدام به دزدی و چپاول و غارت اموال مردم می‌کردند. خوش کوش هم که یکی از اراذل و اوباش محله نازی‌آباد بود در پوشش مأمور کمیته به افرادی که مشغول فروش کتابهای ممنوعه و اعلامیه‌های ضد جمهوری اسلامی یورش می‌برد و بساط آنان را به هم می‌ریخت. گفته می‌شود که او نقشی در قاچاق اشیای باستانی هم داشت. او پس از کمیته جذب نهاد امنیتی اطلاعات سپاه و سپس وزارت اطلاعات شد. او در وزارت اطلاعات در رسته امور خارجی مشغول بود و گفته می‌شود ترورهای اشخاصی مانند فریدون فرخزاد و کاظم رجوی و همچنین شرکت در بمب‌گذاری مشهد از جمله اوامری است که به وی منتسب می‌شود. پس از وقوع قتل‌های زنجیره‌ای در زمان خاتمی او به اتهام شرکت در این قتل‌ها دستگیر شد. او که در آن زمان رئیس گروه ضربت و مشاور عملیاتی وزارت بود تحت شکنجه جواد عباسی کنگوری قرار گرفت اما پس از مدتی آزاد شد. او در تجارت و قاچاق تلفن همراه دست داشت و گفته می‌شود که از این راه ثروت هنگفتی به دست آورده. او همچنین اقدام به ادعاها و اظهارات جنجالی کرده است.

## ادعای دست‌داشتن اکبر خوش‌کوشک در تجارت تلفن همراه
در زمان نظارت محسنی اژه‌ای بر وزارت اطلاعات، اکبر خوش‌کوشک متهم به واردات و فروش غیرقانونی تلفن همراه شد. بر طبق شنیده‌ها، اکبر خوش‌کوش با درآمد حاصل از معاملات تلفن همراه، ساختمانی ساخته بود که غلامحسین محسنی اژه‌ای نمایندهٔ دادستانی انقلاب در وزارت اطلاعات نیز در آن ساختمان ساکن بود. با این حال، اکبر خوش‌کوشک مورد پیگرد قانونی قرار نگرفته بود.

## اظهارات جنجالی
برای اولین بار پس از ۱۴ سال اکبر خوش‌کوش حاضر به مصاحبه شد و در آن ادعاهای جنجالی را مطرح کرد. وی مدعی شد که در قتل فریدون فرخزاد هیچ نقشی نداشته و این اتهامات ساخته و پرداخته افراد شیاد بوده است. همچنین گفت که تمام رسانه‌های فارسی‌زبان جهان جز صدای آمریکا و بی‌بی‌سی فارسی، ساخته جمهوری اسلامی هستند و اهداف این نظام را پیاده‌سازی می‌کنند.
همچنین ادعا کرد که چهره‌هایی همچون علیرضا نوری‌زاده، گوگوش و شهرام همایون از عوامل جمهوری اسلامی ایران هستند. این سخنان با واکنش تند مخالفان حکومت مواجه شد.